# Benedict de Nursia
Sfântul Benedict (în latină Benedictus Nursiae, în italiană Benedetto da Norcia; n. 480, Nursia - d. 543, Monte Cassino) este întemeietorul ordinului creștin al călugărilor benedictini, sfânt patron al Europei și al tinerilor studioși. Este venerat de toate bisericile creștine care recunosc cultul sfinților.
Este considerat de catolici și de ortodocși drept patriarh al călugărilor din Occident, datorită impactului asupra monahismului occidental și civilizației europene medievale. Deseori este reprezentat în îmbrăcăminte de benedictin, cu un toiag de abate, precum și cu o carte.

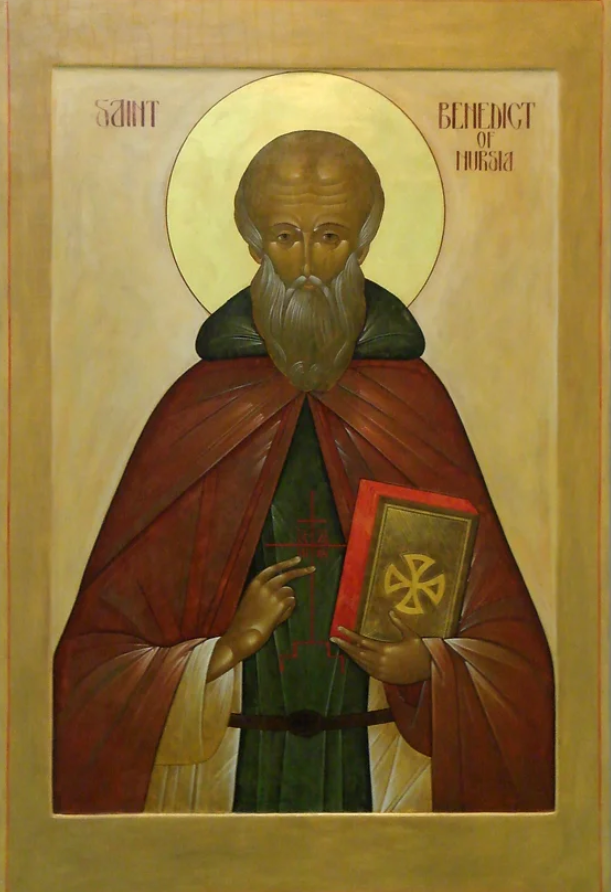
Sfântul Benedict de Nursia reprezentat într-o icoană ortodoxă

## Biografie

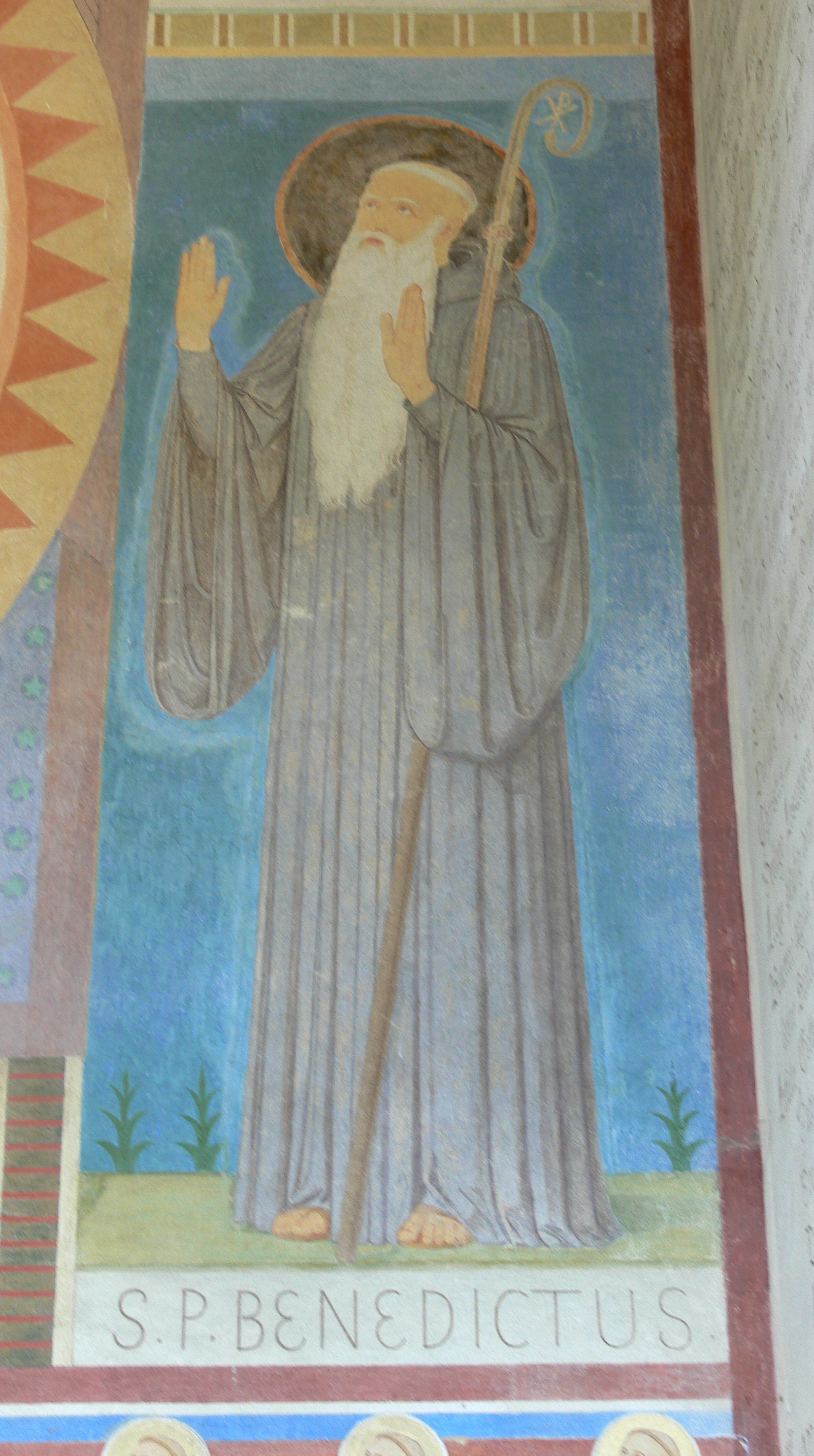
Sfântul Benedict, Școala de la Beuron, Beuron, Germania

Benedict s-a născut în jurul anului 480, la Nursia (actualul oraș Norcia din regiunea Umbria), după trecerea valului năvălirilor barbare prin Italia și abdicarea ultimului împărat roman de apus, Romulus Augustulus (în 476). Era fiul unor nobili romani bogați și buni creștini. Numele său, Benedict (în latină Benedictus), se traduce în limba română prin „binecuvântatul”. Tradiția, acceptată de Sfântul Beda, spune că Scholastica era sora geamănă a lui Benedict.
Și-a petrecut copilăria la Roma, unde trăia împreună cu părinții săi și a urmat studii la școlile renumite ale vremurilor sale. S-a îngrozit de lipsa de moralitate a locuitorilor Romei și, dorind să nu mai vadă aceste exemple rele, s-a retras ca pustnic într-o peșteră greu accesibilă di zona pietroasă Subiaco, aflată la aproximativ 70 km est de Roma. A trăit acolo în izolare, practicând o asceză aspră și fiind hrănit cu alimente coborâte cu o frânghie de monahul Romanus din Subiaco. După mai bine de trei ani de asceză a devenit cunoscut prin viața sa ieșită din comun și a început să fie vizitat de credincioși, iar unii dintre aceștia i-au devenit ucenici.
Benedict a fondat mai multe mănăstiri (după unele surse, douăsprezece) cu câte zece călugări. Pornind de la regulile monastice scrise de Sfântul Pahomie, Sfântul Vasile cel Mare, Sfântul Augustin, Sfântul Casian, Sfântul Honorat de Lérins, Sfântul Cezar de Arles, Sfântul Benedict a redactat noi reguli. În aceste reguli erau prevăzute, în mod exigent, obligațiile zilnice ale călugărilor.
Viața călugărilor se baza pe trei principii: fecioria, sărăcia, ascultarea. Benedict a introdus modul de viață modest și cumpătat al călugărilor în mănăstire ca:
- o viață celibatară
- o hrănire frugală, unde carnea patrupedelor era interzisă
- mâncarea gătită se consuma o dată pe zi
- limitarea consumului de vin
- împărțirea timpului între rugăciune, meditație, muncă și dormit
- relațiile din mănăstire fiind stabilite ca într-o familie, astfel starețul fiind tratat ca un părinte (tată), iar călugării ca frați

Primirea în ordinul călugăresc era foarte strict verificată și se realiza după trecerea unor probe, prin care se constata seriozitatea și sinceritatea candidatului.
În anul 529 s-a stabilit pe dealul stâncos Monte Cassino, aflat cam la jumătatea distanței între Roma și Neapole, unde a fondat o mănăstire pe ruinele unui templu închinat lui Apollo. În aceeași regiune, sora sa, Scholastica, înființase o mănăstire de maici, urmând aceleași reguli ale benedictinilor. Mănăstirea de la Monte Cassino a devenit cea mai cunoscută mănăstire din Apusul Europei, fiind considerată mama mănăstirilor benedictine. În acest loc Benedict a finalizat redactarea regulii monahale benedictine. Mai multe fapte minunate pe care le-ar fi săvârșit sunt consemnate în Dialogurile scrise de Papa Grigore cel Mare (cca. 540 - 604).
Benedict a decedat la Monte Cassino în 21 martie 543, la mai mult de o lună după sora sa geamănă, Scholastica, care murise la 10 februarie.

## După moarte
Benedict din Nursia este venerat ca sfânt de bisericile catolică, ortodoxe și anglicană, fiind considerat patronul protector al școlarilor, al învățătorilor, minerilor, fierarilor și al muribunzilor, fiind chemat ca ajutor în boli dureroase.
Unul din papii care au urmat stilul său de viață modestă a fost papa Grigore I cel Mare.
Sfântul Benedict este sărbătorit în Biserica Romano-Catolică la 11 iulie, data mutării moaștelor sale la Abația Fleury (în prezent Saint-Benoît-sur-Loire) din Franța. În bisericile de rit bizantin este sărbătorit în ziua de 14 martie.
A fost numit sfânt patron al Europei de papa Paul al VI-lea, în 1964. În anul 1980 papa Ioan Paul al II-lea l-a declarat copatron al Europei, alături de sfinții Chiril și Metodiu.